# MOSiR Stadium (Wodzisław Śląski)
El Estadio MOSiR (en polaco: Stadion MOSiR) es un Estadio multiusos utilizado principalmente para partidos de fútbol ubicado en la ciudad de Wodzisław Śląski en Polonia y actualmente es la sede del Odra Wodzisław.

## Historia
El terreno donde se encuentra el estadio perteneció hasta el año 1957 a la parroquia de la Asunción de la Santísima Virgen María en Wodzisław Śląski. Gracias a los esfuerzos del entonces presidente del club Józef Stęchły, el terreno fue arrendado al club por un zloty simbólico por un período de 99 años. El estadio fue construido en 1958 sobre la base de un terraplén de tierra. El diseñador del estadio fue Ignacy Dembowy.
El estadio debe su aspecto actual a la reconstrucción que tuvo lugar a finales de 1994 y 1995. Las entonces autoridades de la ciudad en cooperación con Totalizator Sportowy financiaron la ampliación de las gradas. Los bancos de madera que rodeaban el campo del estadio fueron sustituidos por sillas blancas y rojas. También se planificaron secciones de pie, lo que aumentó la capacidad del estadio.
La instalación cuenta con dos gradas con asientos paralelos al terreno de juego, uno de ellos cubierto. Hay lugares de pie sobre los arcos y detrás de las porterías, excepto el sector cercano a la tribuna cubierta donde hay sillas. El campo del estadio es un campo de fútbol con porterías y una pista de carreras que rodea el campo de fútbol.
El primer partido de la Ekstraklasa en el estadio se jugó el 27 de julio de 1996 frente a 6.000 espectadores. El Odra ganó el partido contra Polonia Warszawa por 3:1. Ese mismo año también se jugó la Supercopa de Polonia. El récord de asistencia se estableció el 7 de mayo de 1997 cuando aproximadamente 10.000 personas entraron al estadio. Hubo un partido entre Odra y Legia Varsovia que terminó con el marcador 0:3.
En 2003 se instalaron mástiles de iluminación con una potencia de 2.000 lux en las cuatro esquinas del campo y en la primavera de 2007 se instaló un césped térmico. En el verano de 2009 se bajó la valla y se instalaron 500 asientos adicionales (la tribuna junto al reloj).
En el otoño de 2007 el Zagłębie Sosnowiec jugó partidos de la Ekstraklasa en el estadio de Odra y en el otoño de 2008 y la primavera (hasta abril) de 2009 jugó el Piast Gliwice. En aquel momento, los estadios de estos dos equipos no cumplían los requisitos de licencia de la Federación Polaca de Fútbol.
En 2010 el Odra Wodzisław descendió de la primera división y en la temporada 2010/2011 disputó partidos de la primera liga en el estadio. En el verano de 2011, Odra descendió de la primera liga y la sociedad anónima se declaró en quiebra. El club, reactivado por su afición, disputa sus partidos en el estadio MOSiR.
Entre el otoño de 2010 y la primavera de 2011 el Piast Gliwice volvió a alquilar el estadio para disputar partidos de la primera liga. En aquel momento, el estadio de Piast no cumplía los requisitos de licencia de la Federación Polaca de Fútbol. En otoño de la temporada 2011/2012 el Piast Gliwice volvió a jugar partidos en el estadio de Wodzisław.
En el otoño de la temporada 2011/2012 el estadio MOSiR fue estadio de reserva del Podbeskidzie Bielsko-Biała, equipo que estaba debutando en la Ekstraklasa en esa temporada, que recibió la licencia para jugar gracias a la solicitud del estadio de Wodzisław. Asimismo, en el verano de 2013, la instalación permitió al Energetyk Rybnik obtener una licencia para jugar en la primera liga.
En los últimos años se disputaron en él varios partidos amistosos de pretemporada por equipos como el FC Karpaty Lviv, Korona Kielce en 2012, el KS Cracovia en 2014, que tenían sus campos de entrenamiento en las instalaciones del El ex copropietario de Odra Wodzisław, Dariusz Kozielski.
En 2020, el equipo de la Ekstraklasa GKS 1962 Jastrzębie también utilizó las instalaciones como usuario temporal durante la adaptación del estadio de Jastrzębie-Zdrój a los requisitos de la Federación Polaca de Fútbol y la UEFA.
El 31 de agosto de 2022, de acuerdo con la resolución n.º XLVIII/489/22, el Ayuntamiento de Wodzisław nombró oficialmente a la instalación deportiva de Bogumińska 8 "Stadion Aleja".

### Selección nacional
Polonia jugó por primera vez en el estadio el 25 de septiembre de 1996 en una victoria ante Emiratos Árabes Unidos en un partido amistoso. También lo ha utilizado la selección sub-21 en tres ocasiones.